# Нада (звук)
На́да (санскр. नाद, IAST: nāda — букв. «звук») — понятие в йоге, обозначающее внутренний звук, тонкую звуковую вибрацию, которая является, с одной стороны, результатом присутствия праны в Анахате, а с другой стороны выступает как проявление стихии эфира (акаши, пространства). Основной практикой, связанной с этим понятием, является Нада-йога.

## Космогоническое значение
Нада, Бинду и Кала составляют три аспекта «космического семени» — махабинду Брахмана. В этом аспекте Нада является результатом соединения Шивы (сознания) и Шакти (энергии) и представляет собой очень тонкие вибрации непроявленного звука, являющиеся причиной всех последовательных проявлений тонких и грубых элементов вселенной — таких, как эфир (санскр. — «акаша»), воздух, огонь, вода, земля.